# ويليام أ. ويلسون
ويليام أ. ويلسون (بالإنجليزية: William A. Wilson)‏ هو شخصية أعمال ودبلوماسي أمريكي، ولد في 3 نوفمبر 1914 في لوس أنجلوس في الولايات المتحدة، وتوفي في 5 ديسمبر 2009 في كارميل-بي-ثي-سي في الولايات المتحدة.